# Kinda Pregnant
Kinda Pregnant  är en amerikansk dramakomedifilm som hade premiär på Netflix den 5 februari 2025. Filmen är regisserad av Tyler Spindel efter ett manus skrivet av Julie Paiva och Amy Schumer. Schumer spelar själv en av huvudrollerna i filmen.

## Handling
Filmen kretsar kring Lainy Newton, som är avundsjuk på sin bästa väns graviditet. Hon börjar därför bära en falsk gravidmage. Av en slump träffar hon sitt livs drömman.

## Rollista (i urval)
- Amy Schumer – Lainy Newton
- Jillian Bell – Kate
- Will Forte – Josh Lewis
- Damon Wayans Jr. – Dave
- Brianne Howey – Megan Taylor
- Chris Geere – Steve
- Alex Moffat – Rawn
- Joel David Moore – Mark
- Lizze Broadway – Shirley
- Urzila Carlson – Fallon